# Червонокостянтинівка
Червонокостянти́нівка (початкова назва — Костянтинівка) — село в Україні, в Олександрійському районі Кіровоградської області. Входить до складу Петрівської селищної громади. Населення становить 641 осіб. Орган місцевого самоврядування —  Петрівська селищна рада.
Червонокостянтинівка - степове село, що розташоване на території Олександрійського району Кіровоградської області. Воно знаходиться за 14 км на південний захід від колишнього райцентру Петрового, за 30 км від залізничної станції Рядова, за 120 км від обласного центру м. Кропивницький.

## Історія
За давніми літописами ці території у давнину заселяли уличі, які згодом разом з іншими слов'янськими племенами об'єдналися у державу Київська Русь. Давніші часи краю в археологічному відношенні не вивчені. До складу Київської держави входила лісостепова зона - частина теперішньої Кіровоградської області, степова частина, в тому числі і наша Петрівщина. Всі ці території залишалися „диким полем", незаселеними землями, що контролювалися кочівниками.
Після битви на Синій Воді (р. Синюха) у 1362 р на чолі з литовським князем Ольгердом Київщина та Поділля переходять до складу Великого князівства Литовського, пізніше до складу Речі Посполитої. Території навколишніх сіл залишалися прикордонними.
Козацька доба нашого краю вивчена недостатньо, але імовірно, вона пов'язана з нашими селами. Протягом XVII- XVIII ст. на території теперішньої області виникають козацькі зимівники. Так виникли зимівники Зелений (село Зелене Петрівського району), Зозулинський та Совиний хутір (в районі села Молодіжне Долинського району), Верблюжський (колишнього Новгородківського району). Ці сучасні села знаходяться неподалік нашого села. Можливо, і наше село виникло на місці якогось зимівника, але документального підтвердження цього не має.
У І пол. XVIII ст. було засноване теперішнє село Червонокостянтинівка (Історія міст і сіл УРСР. Кіровоградська область, с. 699). На основі аналізу «Результатов подворной переписи Александрийского уезда 1886 г.» (Александрия, 1888, с 42) у 1886 році на місці села Червонокостянтинівка був маєток Василя Шапошникова. Отже, навколишні землі, що прилягали до села, належали йому. Цей маєток не був основним. За переказами старожилів основний панський маєток містився поблизу Новогеоргіївська (колишній Світловодський район). Сама ж садиба розміщувалася на околиці нинішнього села, на території сучасної молочно-товарної ферми. У центрі садиби містився одноповерховий будинок пана, який був оточений садом. У саду росли фруктові і декоративні дерева, була горіхова алея. Неподалік будинку знаходилися добротні господарські споруди та льох. Прикрасою садиби був ставок. Поблизу нього  розміщувалися  спиртовий та цегельний заводи. До цього часу жителі села знаходять міцну цеглу з клеймом „Ш" на ній (Шапошников). Лишки панського саду і ставок збереглися і донині.
Єдиної версії щодо походження села Червонокостянтинівка немає. За однією легендою село назване на честь сина Шапошникова - Костянтина, але в пана були лише доньки. Можливо це був племінник, онук, позашлюбний син? За іншою легендою назва села походить від імені чи прізвища управляючого панським маєтком. Ще інша — від імені чи прізвища першого жителя, і остання - від імені чи прізвища землевпорядника, який після встановлення радянської влади наділяв селянам землю.
Радянська окупація в селі встановлена у лютому 1918 року (Історія міст і сіл УРСР. Кіровоградська область). На той час наше село перебувало у складі Олександрійського повіту.
У квітні 1918 р. всю Петрівщину займають австро-німецькі війська (за умовами Берестейського договору), які були вигнані в листопаді 1918 року. На початку 1919 року починається відновлення радянської окупації. її було відновлено в Олександрії, Петровому та навколишніх селах. 1919 рік був дуже складним в історії країни. Таким він був і на території області. Тут діяли численні партизанські з'єднання: батька Махна, отамана Григор'єва. За свідченням очевидців (спогади О. Губенка „Перебування Махна в нашому краї" - „Єлизавет", випуск № 13 від 12 вересня 1993 р" базою отамана Григор'єва було село Верблюжка (колишній Новгородківський район). М. Григор'єв - людина суперечлива. Отаман військ УНР, згодом переходить на радянську службу, стає кавалером бойових нагород, пізніше очолює повстання проти більшовиків. 
Остаточно радянську окупацію було встановлено в навколишніх селах у січні 1920 року. Після жорстокої кровопролитної боротьби в ході Української революції перемогли більшовики, які почали здійснювати політику соціалістичного будівництва.
У 1925 році деякі жителі с. Петрове почали переселятися до Червонокостянтинівки. До 1929 року мешканці села жили одноосібно. У 1929 році,під час примусової колективізації, було організовано колгосп „Веселе поле" (архів Петрівського райвиконкому). Організаторами колгоспу були: Коломієць П., Свинострига Павло, Мойса Трохим, Коляда Андрій, Марченко Яків та інші. Першим головою колгоспу був Трохим Іванович Мойса. У березні 1931 року колгосп „Веселе поле" об'єднався з колгоспом „Доброволець", одержавши назву „Комсомолець". У склад даного колгоспу входили села: Мишоловки, Байраки, Костянтинівна. У селі Друга Лелеківка було організовано колгосп „Червоний степ", в Петропіллі -.. «Шлях до перебудови», в Першій Лелеківці - „ХТЗ". Перший трактор в районі одержав колгосп „Комсомолець". Першим трактористом був Петро Стець. Тривалий час цей трактор був виставлений на постаменті в Петровому біля старої „Сільгосптехніки". Були великі плани і перспективи на майбутнє, перші успіхи, але мирне життя було перерване війною.
У серпні 1941 року село Червонокостянтинівка було окуповане нацистами. Окупація тривала майже три роки. За цей час село повністю було спалено. Гітлерівці вивезли частину мешканців до Німеччини, інших жителів вигнали з села. У період Другої світової війни з жовтня 1943 по березень 1944 років поблизу села проходила лінія фронту, йшли жорстокі бої.
У визволенні навколишніх сіл брали участь військові стрілецькі дивізії - 80, 73, 52, 58, 19, воїни танкісти 32 танкової бригади 29 танкового корпусу 5 танкової армії. Восени грізного 1943 року в боях за наші землі загинув Герой Радянського Союзу, герой битви під Прохорівкою гвардії лейтенант Віктор Степанович Паршин. Він пройшов з боями від Курської дуги до Петрівщини. Тут, поблизу села Мишоловки, герой-танкіст виконував важливе завдання - розвідку боєм, за що був посмертно удостоєний високої державної нагороди. На братській могилі села Червонокостянтинівка у 1978 році йому встановлено меморіальну плиту. Порівняно недавно була встановлена меморіальна плита ще одному Герою Радянського Союзу — майору Бабаченку Ф. З., який загинув під Байраками. У визволенні навколишніх сіл особливо відзначилися воїни 52 стрілецької Шуменсько-Віденської двічі Червонопрапорної ордена Суворова 2-го ступеня дивізії 57 армії. Ця дивізія займала бойові рубежі поблизу сіл Байраки, Червонокостянтинівка. Ветеран цієї дивізії І. Бариш згадує: „У моїй пам'яті на все життя закарбувалися бої за звільнення Петрівщини, зокрема Червонокостянтинівки. І не випадково. Понад п'ять місяців ворог з люттю приреченого оборонявся і кидався в контратаки, не бажаючи залишати багатющої української землі. Поле перед селом назвали „залізним". У тому не було перебільшення. Його покривав метал (осколки снарядів, мін, бомб). Пригадалось, як у цьому селі мені довелось ходити в розвідку „взяти язика"". До речі, за нього командування нагородило мене орденом Червоної Зірки." („Присядьмо, як було" - газета „Трудова слава" від 16 травня 1995 року.)
Визволено було Червонокостянтинівку о шостій годині ранку 8 березня 1944 року воїнами 58 ордена Леніна Червонопрапорної ордена Суворова Червоноградсько-Празької стрілецької дивізії. Після Другої світової війни село було перейменовано у Червонокостянтинівку. 157 наших земляків залишилися лежати в братських могилах, якими так рясно усіяна вся Європа. 50 чоловік загинули від фашистів у своїх селах. Батьківщина не забула своїх захисників. 79 з них було нагороджено орденами і медалями. Уродженець села Баштине Олексій Іванович Галуган став Героєм Радянського Союзу. Гвардії старший лейтенант командував ротою 337-го гвардійського стрілецького Ярцевського полку 121 -ї гвардійської дивізії, яка першою ввірвалась до міста Раудтена і розчистила шлях радянським воїнам для подальших наступальних дій. За вмілі дії капітану було присвоєно високе звання.
На честь воїнів, які полягли в боях з фашистами, у селах Червонокостянтинівка, Краснопілля (до війни Перша Лелеківка), Баштине було споруджено пам'ятники на братських могилах.
Після війни всі поверталися додому. Потрібно було починати все спочатку. Село, яке повністю було зруйноване за роки війни, відроджувалося з труднощами. Все робили вручну, не було навіть худоби. Очолив місцевий колгосп Павло Федорович Левченко. За роки окупації господарствам місцевої сільської Ради нанесено збитки в сумі 32 млн. 411 тис. 386 крб. Відроджені колгоспи сіл Петропілля, Другої Лелеківки, Краснопілля об'єдналися в 1951 році в один - ім. Сталіна. У 1953 році було перенесено сільську Раду з Другої Лелеківки до Краснопілля. В її склад входили села: Друга Лелеківка, Краснопілля, Мишоловки, Байраки, Раївка, Червонокостянинівка. Головою сільської Ради був Іван Юхимович Сиротюк. Колгоспом імені Сталіна керував Микола Степанович Дуда, з 1954 року став головою Віктор Григорович Косолапов, повний кавалер орденів Слави.
У 1955 році було проведено перепис населення, який виявив, що у Краснопіллі було на 927 жителів більше ніж у Червонокостянтинівці. Йшли роки, населення збільшувалося, територія сільської Ради розширювалася. У 1962 році сільська Рада була переведена до Червонокостянтинівки, її очолив Олександр Федорович Трибухов. Під порядкування Червонокостянтинівської сільської Ради, крім зазначених вище сіл, увійшли ще й села Братське та Луганка (до 1981 року).
У 1956 році (по інших даних - 1962 р.) колгосп імені Сталіна було перейменовано в колгосп „Росія", його очолював протягом 30 років Георгій Герасимович Максімов. У хронологічному порядку місцевим колгоспом після Другої світової війни керували: Шевченко Петро Федорович, Стрижак Володимир Семенович, Дуда Микола Степанович, Косолапов Віктор Григорович, Максімов Георгій Герасимович, Мовчан Петро Степанович, Плічко Віктор Іванович, Давидовський Анатолій Олексійович (двічі), Компанієць Олександр Миколайович. На кінець 60-х - 70 -і рр.. припадає період найбільшого піднесення господарства і культури села. Протягом наступних років у селі будуються: адміністративний будинок, будинок культури, дитячий садок, школа, магазини, нові ферми, відкривається швейна майстерня, поповнюється машинно-тракторний парк, асфальтуються вулиці села.
У 1974 році місцеві господарства, колгосп „Росія" та ім. Ульянова (с. Баштине), об'єднуються в один колгосп „Росія", а у 1987 році - роз'єдналися. У 1975 році ввійшла до ладу новозбудована школа-восьмирічка (до цього діяла з 1945 року початкова школа). Перші випускники-десятикласники її закінчили у 1987 році. Її директорами були: Малиця Г. І., Москалець Г.Л., Сайко В.Ф., Богун В.І., Баканьов Г.С, Біленко А.М.. Бренчук Н.В., Коннік Г.О., Гавриленко Н.А.
З 2017 року директором школи є Сайко С.В., з 2022 року т.в.о.Масюк Ю.І.
У 2020 році введено в експлуатацію багатофункціональний спортивний та дитячий ігровий майданчики на території школи, яка стала центром відпочинку для жителів села.
У 2022 році Червонокостянтинівська загальноосвітня школа І-ІІІ ступенів була перейменована на Червонокостянтинівський ліцей Петрівської селищної ради.
Жителі люблять своє село, дбають про його благоустрій, озеленення, пишуть вірші, складають пісні. Улюбленою стала „Пісня про Червонокостянтинівку", яку написали учителі місцевої школи Пилипчук Н. Д. та Антоненко С. М..

## Населення
Згідно з переписом УРСР 1989 року чисельність наявного населення села становила 605 осіб, з яких 288 чоловіків та 317 жінок.
За переписом населення України 2001 року в селі мешкало 640 осіб.

### Мова
Розподіл населення за рідною мовою за даними перепису 2001 року:
| Мова       | Відсоток |
| ---------- | -------- |
| українська | 98,13 %  |
| російська  | 0,78 %   |
| білоруська | 0,47 %   |
| молдовська | 0,47 %   |
| угорська   | 0,16 %   |